# Iglesia de San Salvador (Alzo)
La iglesia de San Salvador es un inmueble de la localidad española de Alzo, en la provincia de Guipúzcoa.

## Descripción
El edificio se encuentra en la localidad española de Alzo, perteneciente a la provincia de Guipúzcoa, en la comunidad autónoma del País Vasco. Se menciona como iglesia parroquial del lugar en el Diccionario histórico-geográfico-descriptivo de los pueblos, valles, partidos, alcaldías y uniones de Guipúzcoa (1862) de Pablo de Gorosábel, donde aparece descrita con las siguientes palabras:

Cada uno de dichos lugares tiene su respectiva iglesia parroquial. [...] La de Alzo de abajo se titula San Salvador, y está gobernada por un rector y un beneficiado; cuyo patronato y provision de piezas toca el conde de Villafuertes, como descendiente de la antigua casa de Olazabal, sita en el mismo. Ambas iglesias son proporcionadas al vecindario para el que están destinadas, de formas regulares y muy decentes. [...] La existencia de la parroquia de Alzo de abajo es antiquísima é inmemorial. De ella hace mencion la donacion que Don Garcia Aznarez y Doña Gaila su muger hicieron á San Juan de la Peña en el año de 1025 del monasterio de Olazabal con su heredad, ó sea pertenecidos. El principio del instrumento original latino dice asi: Ego quidem senior Garcia Acenariz et domna Gaila pro remedio anime nostre tradius, Deo donante, ad monasterium Santi Baptiste de Pinna illum monasterium quod dicitur Olazabal cum hereditate sua, etc. Sigue la demarcacion de límites de la misma parroquia con nombres bastante confusos. Esta donacion fué conrimada por doña Belasquita Garcés, hija de dichos don Garcia y doña Gaila, en otro instrumento otorgado á 26 de enero de 1056, en el cual se expresa todavia con mas claridad dicha parroquia, titulándola monasterio de San Salvador de Ipuzcoa. El territorio que tenia entonces esta iglesia era de bastante consideracion, y mucho mayor que en el dia; pues se ve que se extendia hasta Verasibia. De aquí se deduce que pertenecia á él la jurisdiccion actual de la villa de Alegria, como incluida dentro de los expresados límites: cuya reduccion posterior no consta.
(Gorosábel, 1862, p. 25)